# Dorfkirche Großzerlang

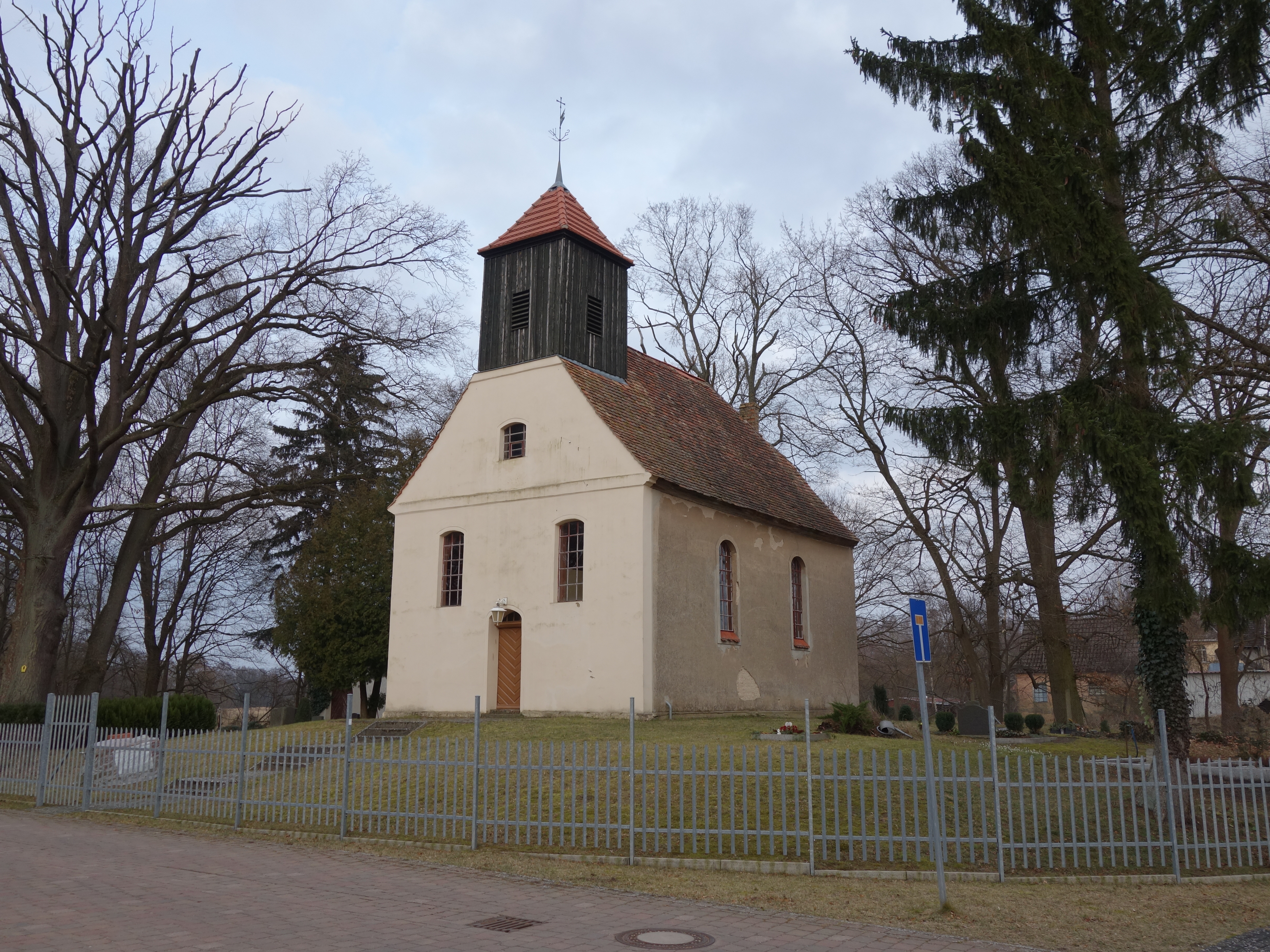
Dorfkirche Großzerlang

Die evangelische, denkmalgeschützte Dorfkirche Großzerlang steht in
Großzerlang, einem Ortsteil der Stadt Rheinsberg im Landkreis Ostprignitz-Ruppin von Brandenburg. Die Kirche gehört zum  Pfarrbereich Zühlen-Zechliner Land im Kirchenkreis Wittstock-Ruppin der Evangelischen Kirche Berlin-Brandenburg-schlesische Oberlausitz.

## Beschreibung
Die Westwand des Langhauses aus zwei Fensterachsen der 1708 errichteten Fachwerkkirche musste bereits 1877 durch verputzte Backsteine ersetzt werden. Die übrigen drei Außenwände des inzwischen baufälligen Langhauses mussten 1932/33 unter Leitung von Curt Steinberg mit verputzten Backsteinen unterfangen werden. Aus dem Krüppelwalmdach des Langhauses erhebt sich im Westen ein mit Brettern verkleideter Dachreiter aus Holzfachwerk, in dessen Glockenstuhl eine 1736 gegossenen Kirchenglocke hängt und der mit einem Pyramidendach bedeckt ist. Die Längsseiten besitzen zwei große Bogenfenster, die Westseite neben den beiden Fenstern zusätzlich das Portal. 
Der Innenraum, der im Westen eine Empore hat, ist mit einer verputzten Flachdecke überspannt. Zur Kirchenausstattung gehört ein hölzerner Kanzelaltar vom Anfang des 18. Jahrhunderts. Der polygonale Korb der Kanzel steht zwischen Halbsäulen und Pilastern, die einen gesprengten Giebel tragen. An der Unterseite des Schalldeckels ist die Heiliggeisttaube gemalt.